# Электронпереносящий флавопротеин
Электронпереносящий флавопротеин или ETF (от англ. electron transfer flavoprotein) — флавопротеин, расположенный во внутренней митохондриальной мембране со стороны матрикса. Это специфический переносчик электронов, который получает их от различных дегидрогеназ. Он окисляется ETF-дегидрогеназой, которая передаёт электроны в дыхательную цепь переноса электронов. Электронпереносящий флавопротеины подразделяют на две группы в соответствии с их функциями: конститутивные или ETF «домашнего хозяйства», которые участвуют в окислении жирных кислот (группа I), и ETF, синтезируемые некоторыми прокариотами в определённых условиях для получения электронов от окисления определённых субстратов (группа II).
Электронпереносящий флавопротеины — гетеродимерные белки, собранные из одной альфа и одной бета субъединицы (ETFA и ETFB), а в качестве кофактора они содержат ФАД и АМФ. ETF состоят из трёх доменов: домены I и II образованы N- и C-концевыми регионами альфа субъединицы, а домен III образован бета субъединицей. Домены I и III имеют сходную, почти идентичную α-β-α укладку типа сэндвич, а домен II обладает α-β-α укладку типа сэндвич, сходной с таковой у бактериальных флаводоксинов. ФАД связан в расселине между доменами II и III, в то время как домен III связывает молекулу АМФ. Взаимодействие между доменами I и III стабилизирует белок и создаёт неглубокую чашу, в которой находится домен II.
LYRM5, член суперсемейства белков LYRM, дефлавирует ETF, взаимодействуя с ETFA и ETFB. Это дестабилизирует ФАД-связывающий сайт, что приводит к высвобождению ФАД и, как следствие, к нарушению переноса электронов.
Мутации в электронпереносящем флавопротеине приводят к недостатку восстановительных эквивалентов (ФАДH2) поступающих в дыхательную цепь переноса электронов, а также нарушению распада жирных кислот и аминокислот. В результате развивается глутаровая ацидемия второго типа.

## Внешние ссылки
- Pfam entry for Electron transfer flavoprotein domain
- Pfam entry for Electron transfer flavoprotein FAD-binding domain